# Вектор стану
Вектор стану — сукупність характеристик, що однозначно визначають стан квантової системи. 
Поняття вектора стану є узагальненням поняття хвильової функції. Хвильова функція, еволюція якої з часом описується рівнянням Шредінгера, є вектором стану для безспінових частинок. Для опису частинки зі спіном необхідно використовувати інший математичний об'єкт — спінор, який у рівнянні Паулі є сукупністю двох функцій. У релятивістському рівнянні Дірака використовується біспінор, що є сукупністю чотирьох функцій. При перетвореннях Лоренца ці функції виражаються одна через іншу за спеціальними правилами. Таким чином, для релятивістських частинок зі спіном 1/2 вектор стану є біспінором. 
У випадку складної квантової системи, до якої входять частинки і поля різної природи, вектор стану може мати складнішу структуру. 
Конкретний вигляд вектора стану залежить також від представлення, яке використовується для опису квантової системи. Для запису векторів стану часто використовується бра-кет нотація. У поданні вторинного квантування вектор виражається через оператори народження і знищення.